# Селевк I Нікатор
Селе́вк І Ніка́тор (дав.-гр. Σέλευκος Α' Νικάτωρ — Селевк Переможець; близько 358 до н. е. — 281 до н. е.) — македонський генерал, офіцер і наступник Александра Македонського, засновник однойменних йому династії та імперії Селевкідів, найбільшої грецької держави елліністичного періоду. Під час служби під керівництвом Александра Селевк був командувачем аргіраспідів (Срібних щитів), елітного македонського піхотного підрозділу. У боротьбі за владу, що пішла за смертю Александра, Селевк піднявся від другорядного гравця до повного правителя Малої Азії, Сирії, Межиріччя та Іранського нагір'я, зрештою прийнявши титул басилевса (царя). Заснована ним держава відігравала провідну роль у елліністичному світі, доки її не перемогли Римська республіка та Парфянська імперія наприкінці другого та на початку першого століть до нашої ери.
Після смерті Александра в червні 323 р. до н. е. Селевк спочатку підтримав Пердікку, регента імперії Александра, і був призначений командувачем гетайрів і хіліархом під час Вавилонського розподілу в 323 р. до н. е. Однак після початку воєн діадохів у 322 році військові невдачі Пердікки проти Птолемея в Єгипті призвели до заколоту його військ у Пелусії. Пердікка був зраджений і вбитий у змові Селевка, Піфона та Антігена в Пелусії десь у 321 або 320 роках до нашої ери. Під час поділу Тріпарадіса в 321 р. до н. е. Селевк був призначений сатрапом Вавилону під керівництвом нового регента Антипатра. Але майже одразу війни між діадохами поновилися, і один із наймогутніших діадохів Антігон змусив Селевка тікати з Вавилону. Селевк зміг повернутися до Вавилона лише в 312 році до нашої ери за підтримки Птолемея. З 312 року до нашої ери Селевк безжально розширював свої володіння і зрештою завоював перські та мідські землі. Селевк правив не тільки Вавилонією, але і всією величезною східною частиною імперії Александра.
Крім того, Селевк заявив права на колишніх сатрапів у Гандхарі та східній Індії. Однак ці амбіції були оскаржені Чандрагуптою Маур'єю, що призвело до Селевкідсько-Маурійської війни (305–303 рр. до н. е.). Конфлікт був остаточно вирішений шляхом укладення договору, в результаті якого імперія Маур'їв анексувала східних сатрапів. Крім того, був укладений шлюбний союз, коли Чандрагупта одружився з донькою Селевка, згідно зі Страбоном і Аппіаном. Крім того, імперія Селевкідів отримала значні військові сили з 500 бойових слонів з махаутами, які зіграли вирішальну роль проти Антігона в битві при Іпсі в 301 році до нашої ери. 281 року до нашої ери він також переміг Лісімаха в битві при Корупедіумі, додавши Малу Азію до своєї імперії.
Перемоги Селевка над Антігоном і Лісімахом залишили династію Селевкідів практично без опору серед діадохів. Однак Селевк також сподівався взяти під контроль європейські території Лісімаха, насамперед Фракію та саму Македонію. Але після прибуття до Фракії в 281 році до нашої ери, Селевк був убитий Птолемеєм Керавном, який знайшов притулок при дворі Селевкідів разом зі своєю сестрою Лісандрою. Вбивство Селевка знищило перспективи Селевкідів у Фракії та Македонії та проклало шлях для Птолемея Керавна, щоб поглинути більшу частину колишньої влади Лісімаха в Македонії. Успадкував Селевка його син Антіох I як правитель імперії Селевкідів.
Під час свого правління Селевк заснував низку нових міст, у тому числі Антіохію (300 р. до н. е.), Едессу та Селевкію на Тигрі (бл. 305 р. до н. е.), фундамент, який зрештою знелюднів у Вавилоні.

## Життєпис

### Ранні роки. Походження
Селевк народився у середині 350-х років до н. е.
Дата народження Селевка різниться у античних авторів. Марк Юніан Юстин писав, що діадох помер у віці 77 років, у цьому випадку, роком народження Селевка слід вважати 358 до н. е. За відомостями Аппіана Александрійського, Селевку на час смерті було 73 роки, і отже, він народився в 354 до н. е. За даними Порфирія, Селевк народився в 356 до н. е.. Остання дата збігається з роком народження Александра, і на думку історика Грейнжера, вигадана Селевком з метою пропаганди, щоб збільшити схожість з останнім.
Згідно Стефану Візантійському майбутній діадох народився в Европосі, невеликому містечку на півночі Македонії. Інший давній автор, Іван Малала, називав місцем народження Пеллу — столицю Македонії. Сучасний дослідник Смирнов підтримує версію Стефана, він рипускає, що антіохійський хроніст зробив помилку, через те, що Селевк переїхав у Пеллу у віці 10-12 років.
Батьком Селевка був македонський військовик Антіох з Орестії. Його рід належав до провінційної аристократії та вів своє походження від сина геракліда Темена. Юстин називав Антіоха «прославленим полководцем» Філіппа II. Відомостей про його життя немає, але вважається, що він брав участь у війні з пеонами. Припущення виникло через факт народження його сина у місті на кордоні з Пеонією під час війни. Згідно македонській традиції, його батька, напевно, звали Селевком. Відомо про соматофілака Александра на ім'я Птолемей, син Селевка. Він міг бути молодшим братом Антіоха.
Матір'ю Селевка була македонська аристократка Лаодіка. Припускають, що її рід вів своє походження від Аполлона. Відома легенда, що справжнім батьком Селевка був бог Аполлон. Начебто, до Лаодіки у сні прийшов бог та розділив з нею ліжко, а вранці вона знайшла у ліжку перстень із зображенням якоря. Жінка завагітніла, а у згодом народженого сина виявилася родима пляма у формі такого ж якоря.
Іван Малала писав, що у Селевка була сестра Дідімея, у якої були діти, Ніканор і Нікамед, але можливо, що вони вигадані.
Дитиство Селевк провів у рідному Европосі, а у віці 10-12 років був відправлений до столиці. У той час всі сини з аристократичних родин вирушали до Пелли, щоб служити «царськими пажами». Згодом він став служити у війську. Припускається, що Селевк брав участь у Битві при Херонеї.

### На службі Александра

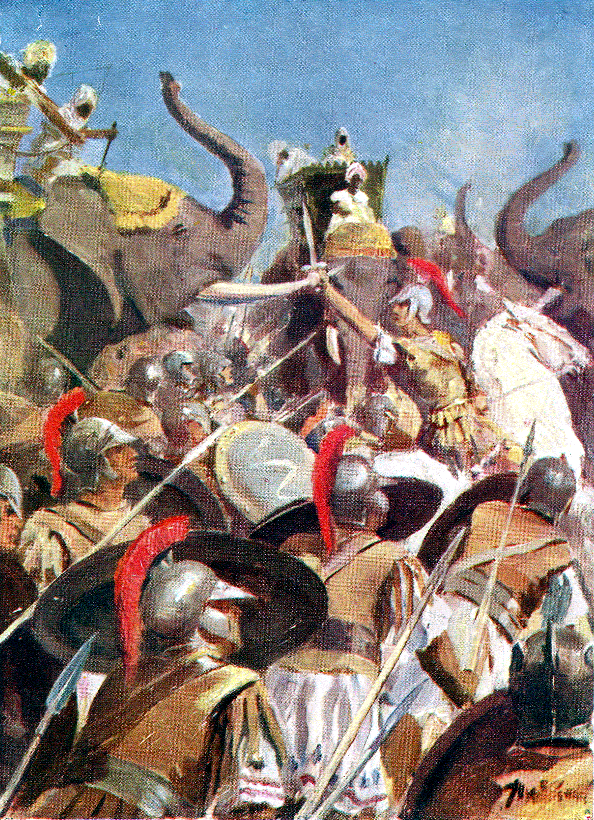
Македонська фаланга проти слонів царя Пора

Навесні 334 до н. е. вирушив з Александром в його похід на Азію. У той час Селевк очолював невеликий підрозділ, або входив до складу елітної кінноти македонян — гетайрів. Невідомо про його участь у найвизначніших битвах перської кампанії Александра. Вперше його згадують у 326 до н. е. у якості одного з «друзів» басилевса та очільника щитоносців, особистої охорони Александра. У битві на Гідаспі Селевк, Антиген і Таврон очолювали окремі загони піхоти. Саме ним довелося виступити проти головної сили індійського царя Пора — бойових слонів. Завдяки вдалому командуванню, македонянам вдалося перебити ворожих слонів з невеликими втратами для себе. Згідно Арріана з піхотинців загинуло лише 80 осіб, у Діодора ця цифра більша — 200 осіб. Ця битва посилила авторитет Селевка у війську. Згодом він брав участь у штурмі міста маллів і перетині пустелі Гедросії.
У Сузах Александр Великий влаштував грандіозну весільну церемонію. Басилевс мав на меті поріднити македонську та місцеву аристократію і, таким чином, створити нову еліту. Згідно наказу Александра, Селевк був одним з сімдесяти знатних македонців, які мусили одружитися. Його нареченою стала Апама, дочка согдійського воєначальника Спітамена, керівника повстання місцевого населення проти Александра. Висловлювалася думка, що вона могла бути родичкою іншої бактрійської аристократки — Роксани, дружини Александра. Коли після смерті правителя, більшість старших офіцерів македонської армії позбулася своїх східних дружин, Селевк був одним з небагатьох, хто цього не зробив.
Селевк залишався з Александром доки він раптово не захворів у Вавилоні. Арріан згадує його як одного з семи друзів басилевса, котрі лягли спати у храмі Серапіса, щоб отримати пораду від бога. Після смерті правителя, Селевк став одним з діадохів, хто розділив державу Александра.

### Війни діадохів

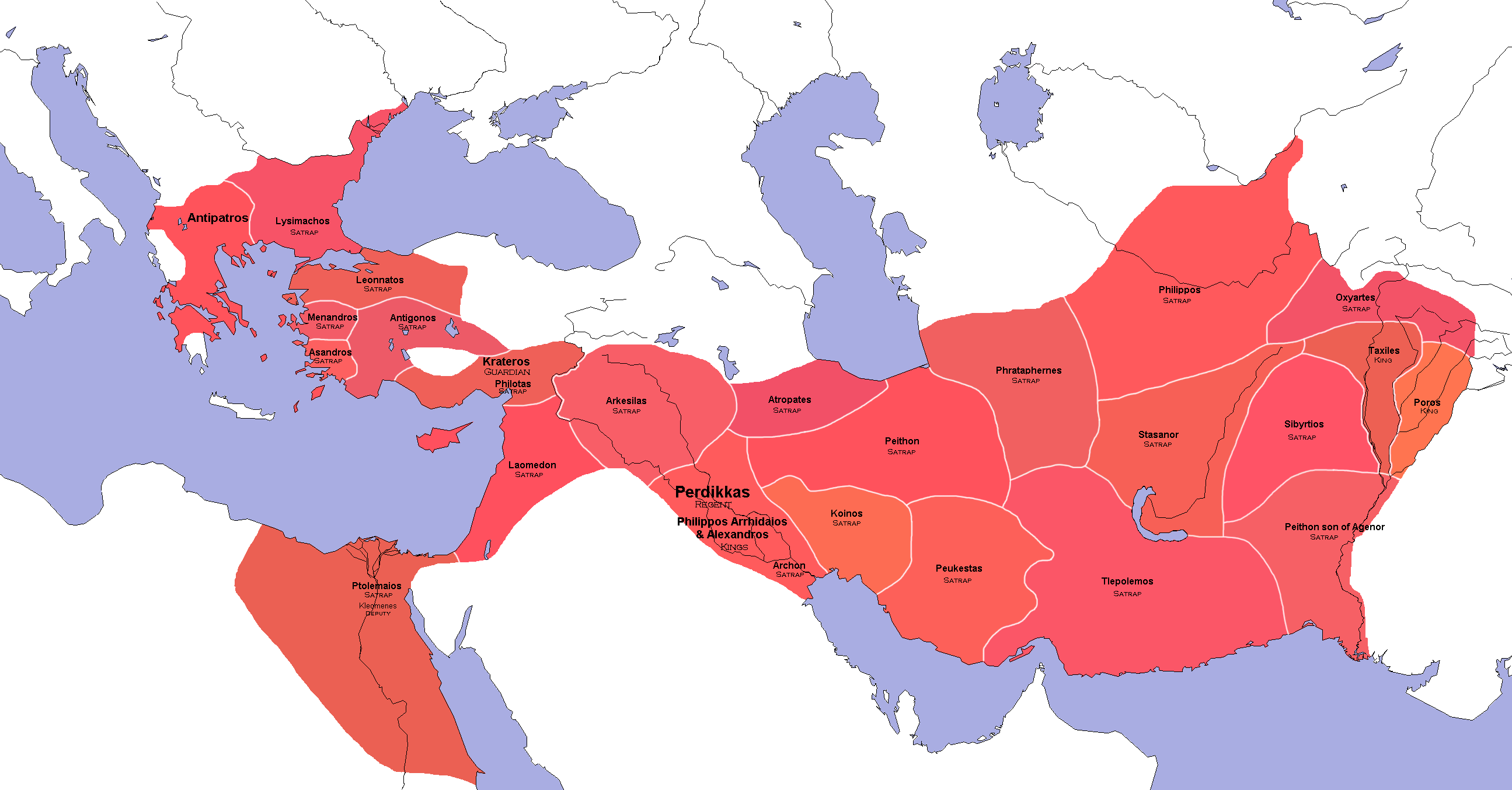
Розділ держави діадохами після смерті Александра

По смерті Александра Великого найвпливовішою людиною у державі був очільник кінноти гетайрів Пердікка. Саме йому перед смертю басилевс дав перстень з печаткою. Александр не залишив спадкоємця, однак його дружина Роксана була вагітною. Після довгих суперечок полководці погодилися обрати Пердікку регентом при майбутньому сині Александра. Однак прості солдати були невдоволені, вони не хотіли  щоб їх басилевс був наполовину персом, для заспокоєння солдат, до них був відправлений полководець Мелеагр. Але замість того щоб заспокоїти невдоволених, він їх очолив та наказав захопити палац. Протилежні сторони вдалося примирити Евмену з Кардії. Було вирішено, що басилевсом стане недоумкуватий брат Александра — Аррідей, а регентами при ньому будуть Пердікка та Мелеагр. Невдовзі Пердікка домігся страти свого конкурента і зостався єдиним регентом. Селевк брав участь у цих подіях на боці Пердікки, як очільник гвардії.
Конфлікти регента з іншими діадохами призвели до початку Першої війни діадохів. Пердікка вирушив у похід до Єгипту. Він мав намір покарати місцевого сатрапа Птолемея та повернути труп Александра, викрадений останнім. Регенту вдалося дійти до дельти Нілу, однак військо було невдоволене його керівництвом. Його авторитет похитнув невдалий штурм фортеці Каміла та катастрофа під час переправи через рукав Нілу у наслідок якої загинуло близько двох тисяч солдат. Верхівка війська замислила заколот. Його ініціатором був полководець Піфон, котрого підтримали Селевк та Антиген. Після вбивства Пердікки, змовникам вдалося примиритися з Птолемеєм. 
Влітку 320 до н.е. більшість діадохів зустрілася у сирійському місті Трипарадісі та розділили державу Александра між собою. Селевк отримав вавилонську сатрапію. За чотири роки володарювання сатрапією, він зміг заручитися підтримкою місцевої знаті та македонських колоністів. Це йому вдалося завдяки зменшенню податків та надаванню пільг місцевим храмам.

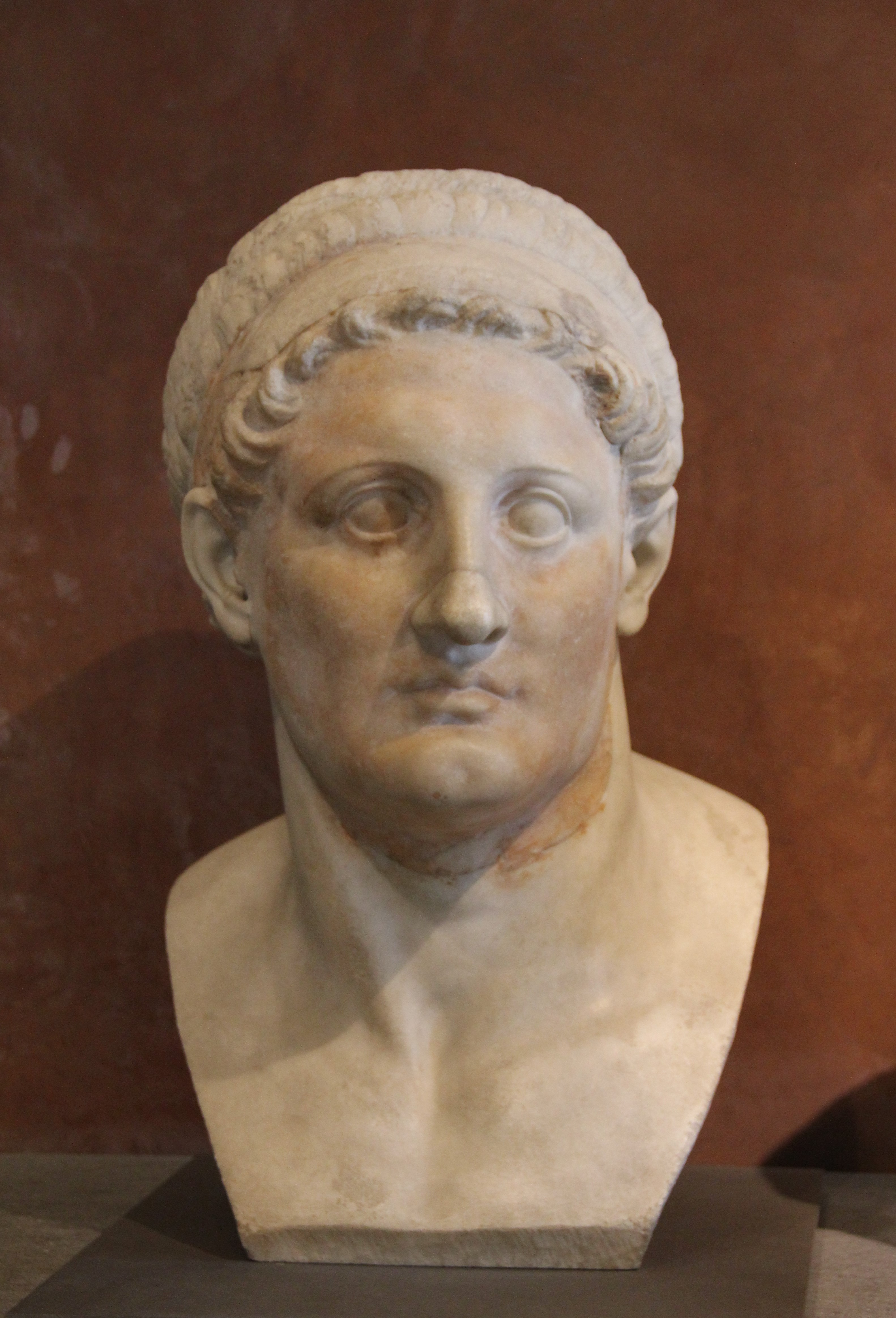
Бюст Птолемея I Сотера

Після смерті регента Антипатра, розпочалася Друга війна діадохів. У Вавилонію вдерся стратег-автократор Евмен з великим військом. Він надіслав Селевку листа, у якому вимагав підкоритися. На що Селевк відповів, що не може підкоритись людині, яку македоняни засудили до смерті. Однак комендант вавилонської фортеці перейшов на бік Евмена. Антигон I Одноокий, союзник Селевка у цій боротьбі, переміг Євмена, завдяки чому йому вдалося зосередити у своїх руках величезні багатства і військові сили. Він наказав стратити свого колишнього союзника —Піфона і отримав контроль над його сатрапією — Мідією. Також Антигон замінив сатрапів Персіади та Арії своїми ставлениками. 
Весною 316 року до н. е. Антигон відвідав Вавилон, де Селевк влаштував йому розкішний прийом. На думку дослідника Смирнова, Антигон мав далеко не дружні наміри. Формально, конфлікт між діадохами розпочався після того, як Селевк образив одного з полководців свого гістя. Ображений Антигон почав вимагати, щоб Селевк надав йому фінансовий звіт підконтрольної сатрапії. Вважається, що Антигон міг знати про якісь фінансові махінації Селевка. Останній відповів, що він не повинен звітувати перед Антигоном. Але зрозумівши, що перевага сил на боці Антигона, Селевк вирішив втекти з міста. Він таємно покинув Вавилон і вирушив до Єгипту, де правив його товариш Птолемей.
У Єгипті Селевк підбурював Птолемея до війни проти свого кривдника. Птолемей, як і інші діадохи, побоювався посилення Антигона, тому він уклав союз з Кассандром та Лісімахом. Разом, ці діадохи стали вимагати, щоб Антигон поступився частиною своїх територій. Зокрема, вони вимагали, щоб Селевку була повернута Вавилонія. Відмова Антигона спричинила Третю війну діадохів. 
Під час війни, Селевк командувачем флоту Птолемея. Після битви під Газою (312 до н. е.), в якій син Антигона Деметрій I Поліоркет був розбитий Птолемеєм, Селевк отримав від Птолемея невеликий загін війська і вирушив відвойовувати свою сатрапію. Після заняття їм фортеці Карр гарнізони, що стояли в різних місцях Вавилонської області, визнали його своїм правителем. Він узяв приступом Вавилон, переміг Ніканора, колишнього сатрапа Вавилона, підкорив Сузіану, Мідію, Персію та Східний Іран. Завдяки справедливості і м'якості, якими відрізнявся Селевк як правитель, жителі підкорених провінцій прийняли його з радістю: таким чином, склалося царство Селевкідів, ерою яких був 312 рік до н. е.

### Створення Держави Селевкідів

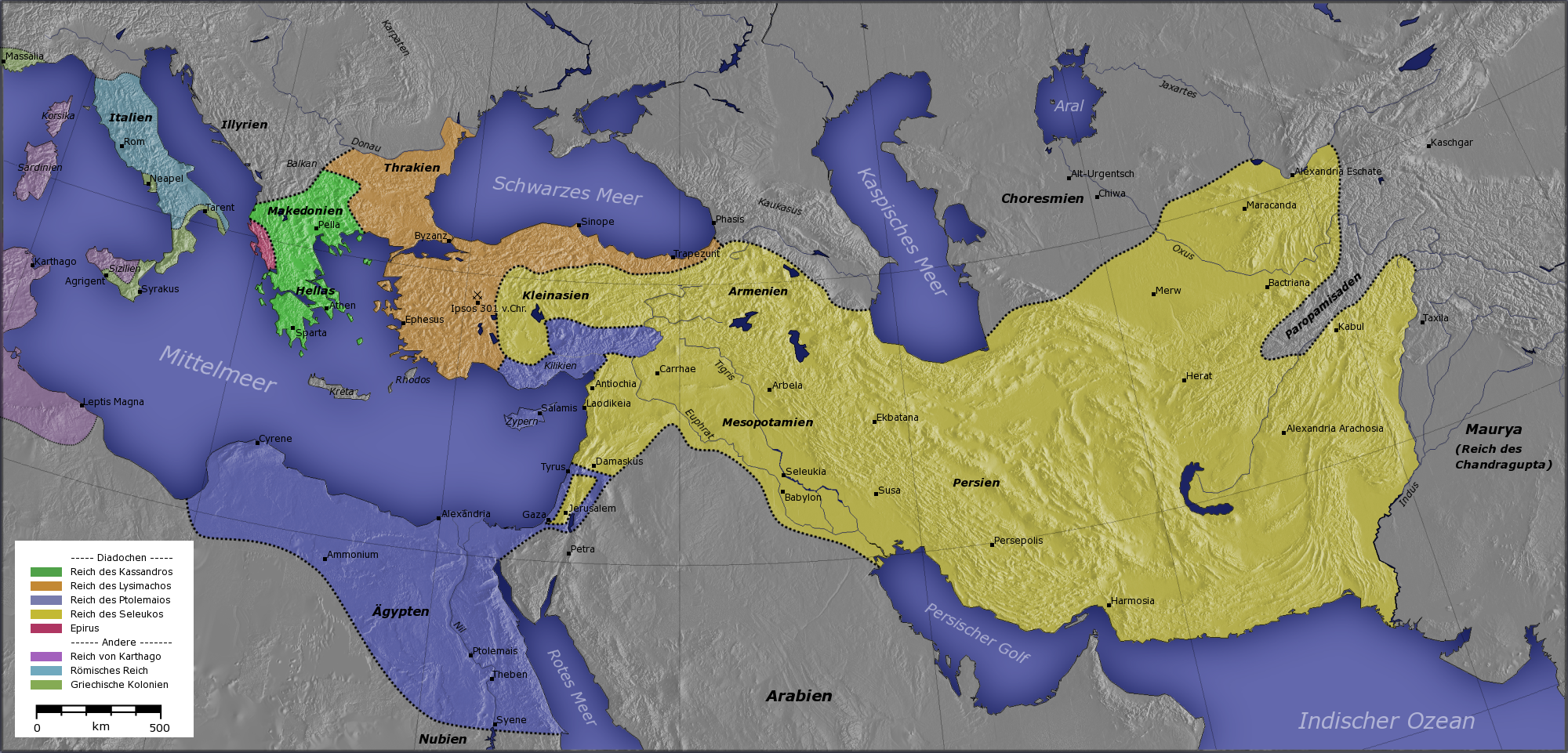
Володіння діадохів після битви при Іпсі

Негайно після відновлення Селевка на вавилонському престолі Деметрій I Поліоркет рушив на Вавилон, щоб відняти у Селевка його завоювання, але був відбитий. Тоді Антигон поспішив примиритися з іншими своїми супротивниками, щоб звернути всі свої сили на Селевка, який прийняв у 306 до н. е., разом з іншими правителями, титул царя. Проти Антигона постала нова коаліція з Лісімаха, Птолемея і Селевка. Уклавши союз з царем Паліботри (Паталіпутри, нині Патна) Сандрокоттом (Чандраґуптою) ціною поступки землями за Індом і отримавши від нього 500 слонів, Селевк пішов на з'єднання із Лісімахом, з яким зустрівся на річці Галісії. Сталася битва при Іпсі, що закінчилася перемогою союзників, головним чином завдяки слонам Селевка.

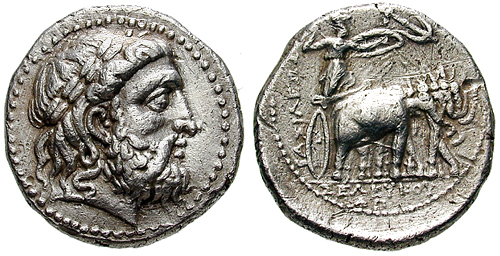
Тетрадрахма Селевка з Селевкії. Аверс: голова Зевса, реверс: Афіна зі слонами

Зі смертю Антигона відбувся новий розділ Александрової монархії, причому Селевк отримав землі від Тавра до Інда, включаючи Сирію та Фінікію. Одностайність переможців була нетривалою. Лісімах, уклав союз із Птолемеєм, а Селевк зблизився із Деметрієм Поліоркетом, одружившись з його дочкою Стратонікою (300). Однак, коли Деметрій задумав відновити царство свого батька (Антигона) і став робити приготування, Селевк відновив союз із Лісімахом і Птолемеєм, до яких примкнув і Пірр. Зазнавши невдачі у Європі, Деметрій переплив в Азію, але завдяки майстерним діям Агафокла, сина Лісімаха, потрапив в скрутне становище, з якого вийшов лише завдяки велікодушності Селевка.
Через деякий час Деметрій оправився і відновив війну із Лісімахом і Селевком. Останній переманив на свій бік значну частину війська Деметрія і нарешті взяв його у полон (286 до н. е.), призначивши полоненому цареві місцем проживання місто Апамею на верхньому Оронті. Після того як у в'язниці був вбитий Агафокл, старший син Лісімаха, якого він туди кинув через свою другу жінку Арсіної, до двору Селевка прибули шукаючи захист його родичі. Серед них був син Лісімаха Александр, дружина Агафокл Лісандра з дітьми та її брат Птолемей Керавн.
По смерті Лісімаха Селевк був єдиним з полководців Александра, що залишився живим. Він досяг вищої межі могутності, особливо коли під його владою поєдналися два сильних царства — його власне та Лісімаха. Сирію і Малу Азію до Геллеспонту він дав своєму синові Антіоху, і хотів вже розподілити інші свої володіння, але не встиг це зробити. Селевка був підступно вбитий Птолемеєм Керавном.

## Підсумки правління

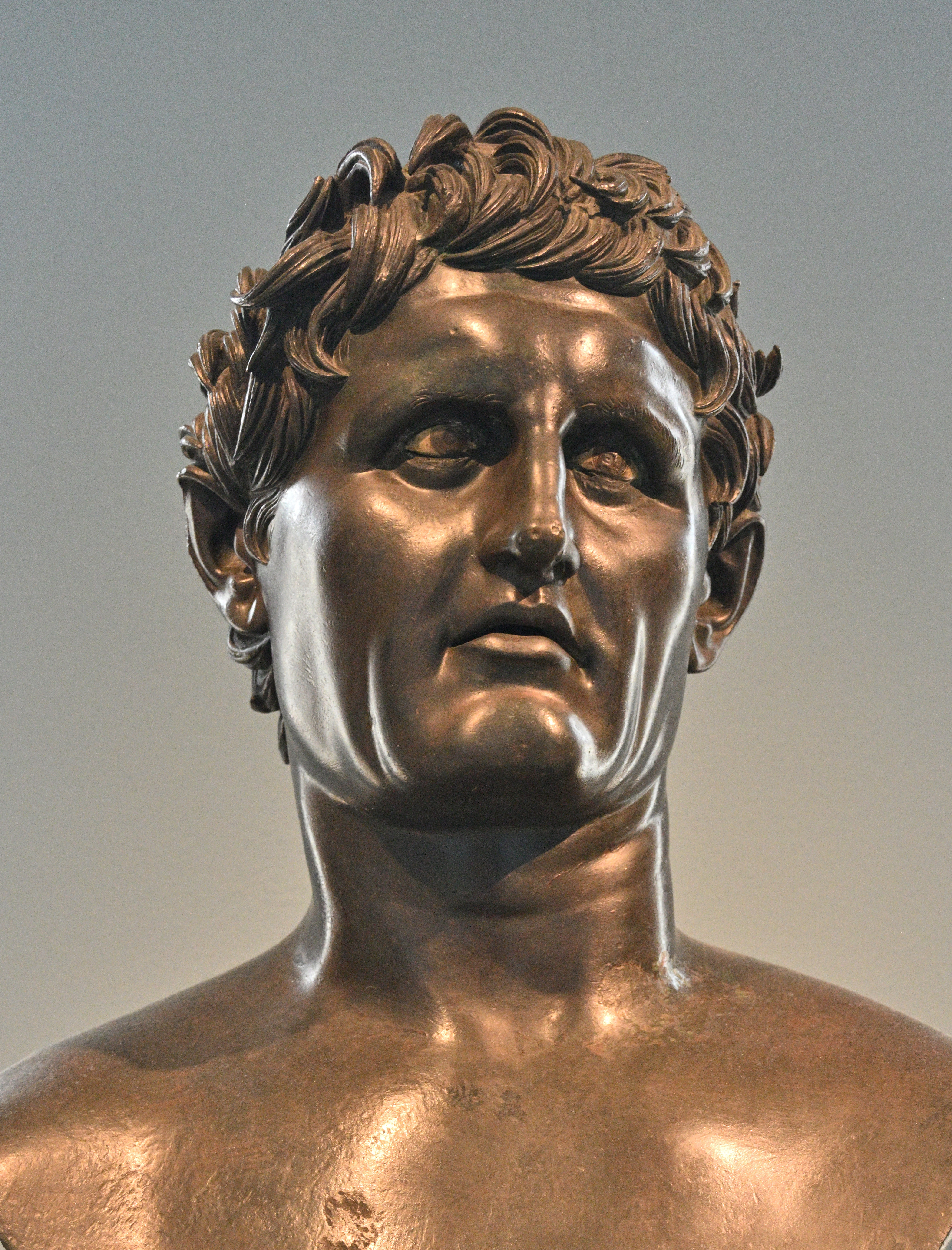
Бюст із Геркуланума

Селевк був видатним адміністратором і правителем. Він заснував до 75 міст, в числі яких налічувалося 16 Антіохій, 9 Селевкій, 3 Апамеї, 1 Стратонікея, 5 Лаодікій, інші міста були названі за іменем Александра, македонських чи грецьких міст, або в пам'ять перемог Селевка. Столицею царства була Антіохія, розташована у родючій місцевості, недалеко від моря, на річці Оронт.
Імперія, для зручності управління та попередження заколотів, була розділена на 72 невеликі сатрапії, з яких найзначнішою була так звана Селевкіда, в яку входили південно-східна частина Кілікії, південна частина Коммагени і Верхня Сирія, з 4 великими містами: Антіохією, Селевкією, Апамеєю та Лаодікеєю.
Більшість заснованих Селевком міст лежало між Середземним морем та Індією, Оронтом та Вавилоном. Ці міста користувалися самоврядуванням, подібно до грецьких полісів, але були області, в яких населення платило данину племінним князям. Торгівля була одним з факторів, що сприяли економічному зростанню країни.
Після смерті Селевка було обожнено.

## Родина
- 1-ша дружина: (з 324 до н.е.) Апама, дочка Спітамена, согдійського аристократа.
Антіох I Сотер (бл. 324 до н. е. — 261 до н. е.), басилевс Держави Селевкідів у 281—261 до н. е.
Апама
Лаодіка, за версією дружина Ахея Старшого
- 2-га дружина: Стратоніка Сирійська, дочка Деметрія I Поліоркета, басилевса Македонії.
Філа, дружина Антигона II Гоната, басилевса Македонії.

Також існує версія, що Ахей Старший був його позашлюбним сином. Згідно інших версій він був зятем або двоюрідним братом Селевка.
Також відомо, що Селевк уклав шлюбну угоду з індійським царем Чандраґуптою Маур'я. Але обставини цієї угоди невідомі. Висувалися різні версії щодо неї. Припускали, що Селевк одружився з дочкою Чандраґупти, або ж навпаки індійський цар одружився з дочкою басилевса. Також висувалася версія, що йшлося про масове весілля місцевих жителів з греками-колоністами.

## Зображення

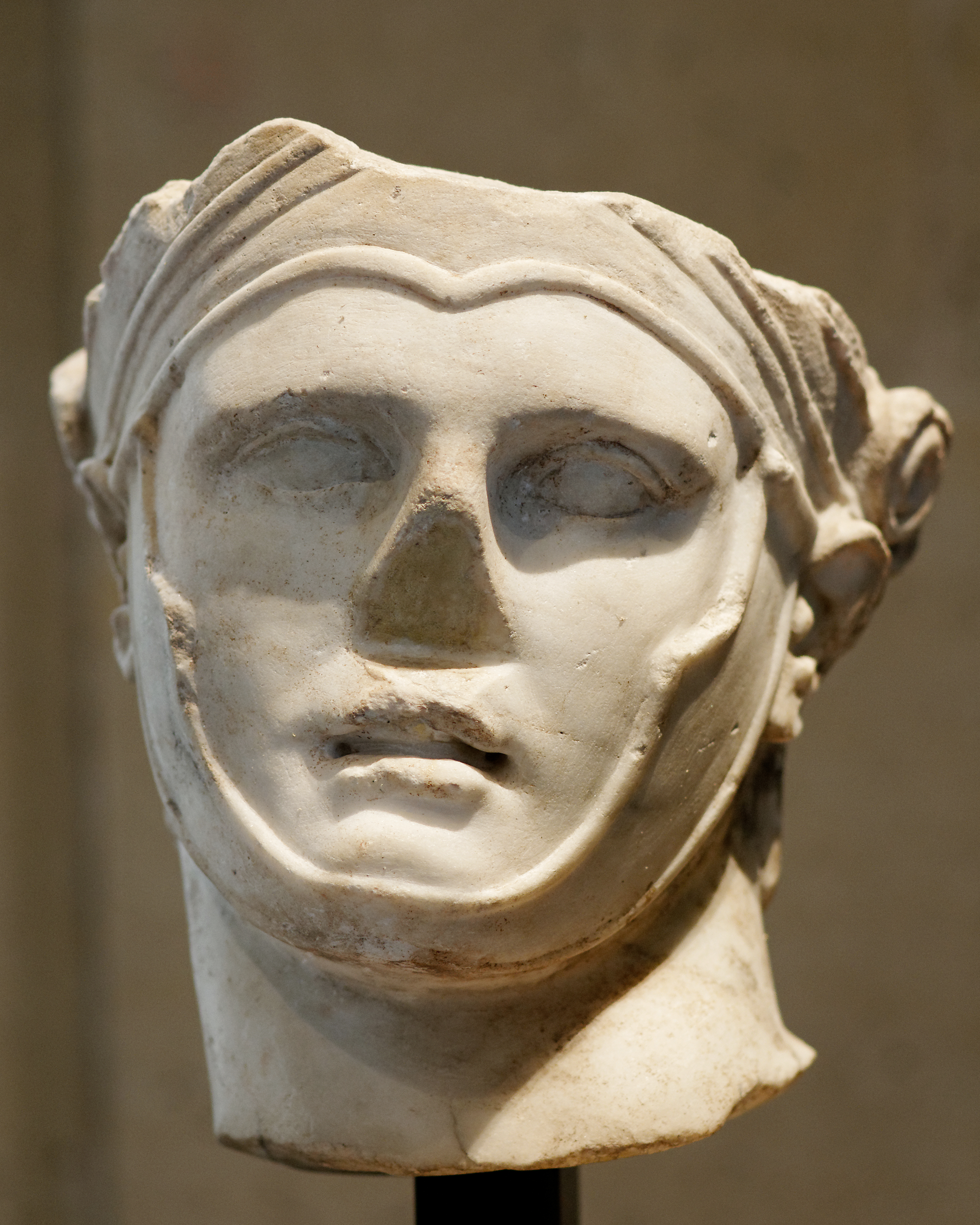
Голова у Луврі
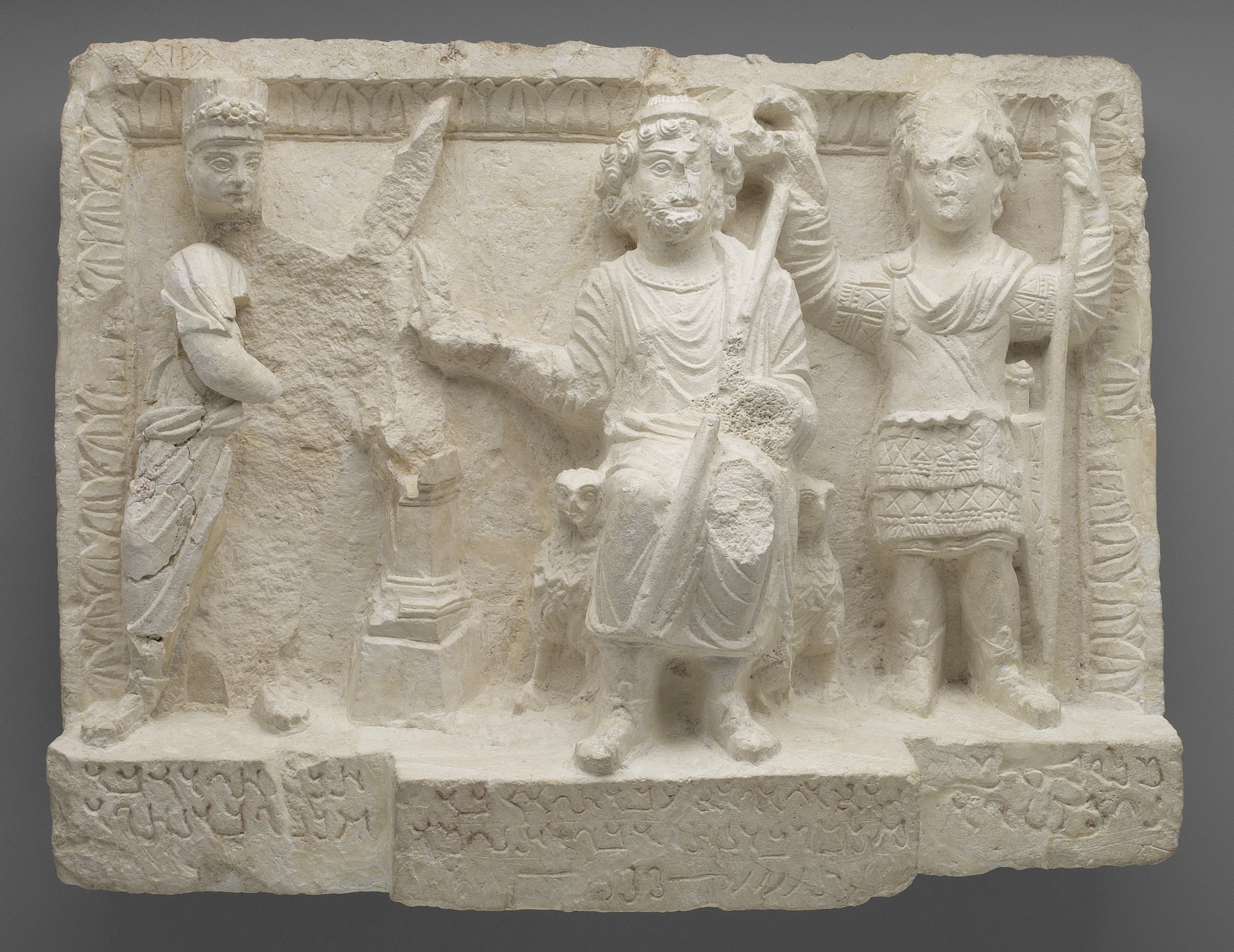
Рельєф з Дура-Европос
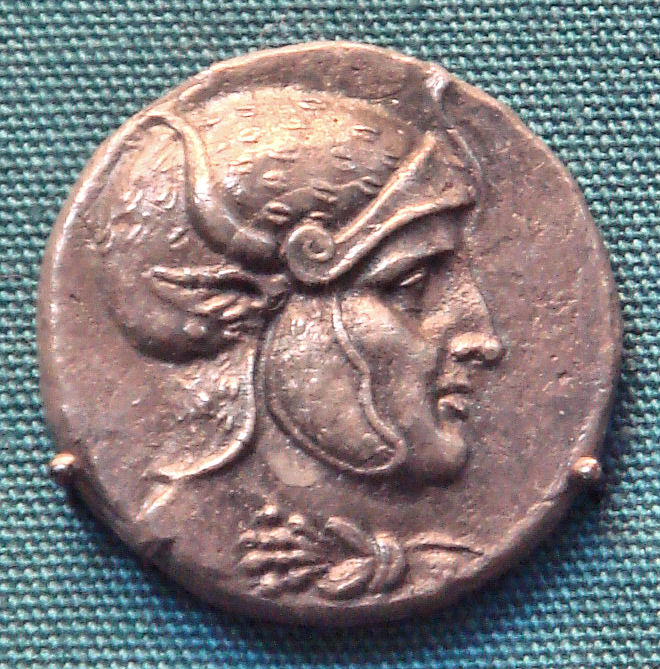
Монета Селевка І Нікатора
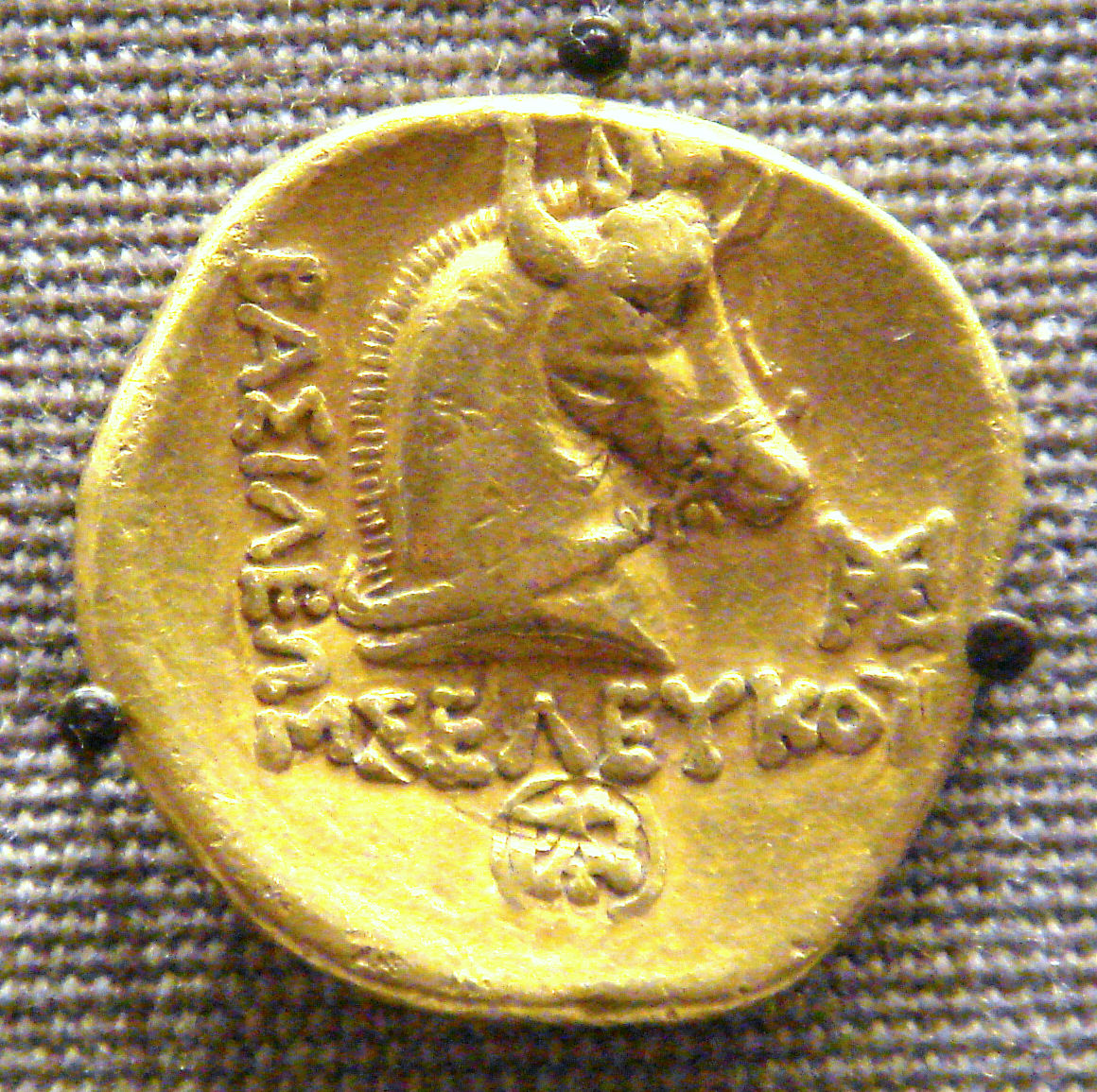
Монета Селевка I із зображенням коня Александра Македонського Букефала